# Achmed Gadschimagomedow
Achmed Schijabudinowitsch Gadschimagomedow (russisch Ахмед Шиявдинович Гаджимагомедов, awarisch АхІмад Шиявдинил ХІажимухІамадов; * 21. April 1990 in Chassawjurt, Dagestan) ist ein russischer Ringer awarischer Herkunft. Er wurde 2018 Europameister im freien Stil in der Gewichtsklasse bis 79 kg Körpergewicht.

## Werdegang
Achmed Gadschimagomedow begann als Jugendlicher im Jahre 2000 mit dem Ringen. Der heute 1,74 Meter große und ca. 80 kg schwere Athlet konzentrierte sich dabei auf den freien Stil. Er gehört dem Sportclub Uor Dagestan Chassawjurt an. Seine Trainer waren bzw. sind Gamsat Abbasow und Magomed Gusinow.
In den erweiterten Kreis der russischen Nationalmannschaft der Freistilringer drang er erst 2011, also im Alter von „schon“ 21 Jahren vor, was ungewöhnlich ist. Bei seinem ersten Einsatz, dem „Ali-Alijew“-Turnier in Kaspiisk im Mai 2011 enttäuschte er jedoch und kam in der Gewichtsklasse bis 74 kg nur auf den 28. Platz. Er arbeitete aber weiter an sich und gewann bereits 2012 bei großen internationalen Turnieren, u. a. im November 2012 beim „Henri-Deglane“-Challenge in Nizza, Medaillen. Einen Rückschlag erlitt er beim wichtigen „Iwan-Yarigin“-Grand-Prix 2013 in Kraskojarsk, wo er nur den 32. Platz belegte.
Im Januar 2014 kam er bei diesem Turnier in der Gewichtsklasse hinter Aniuar Gedujew auf den 2. Platz und 2015 gewann er dieses Turnier sogar vor dem US-Amerikaner Andrew Howe. Normalerweise werden vom russischen Ringer-Verband die Sieger beim „Iwan-Yarigin“-Grand-Prix zu den Europameisterschaften entsandt. Bei Achmed Gadschimagomedow war es nicht so, er musste sich erst noch weiter bewähren. 2015 belegte er bei der russischen Meisterschaft in der Gewichtsklasse bis 74 kg hinter Aniuar Gedujew und Stanislaw Tschachirow den 3. Platz. 2016 erreichte er bei mehreren internationalen Turnieren hervorragende Platzierungen, eine Chance, sich für die Olympischen Spiele dieses Jahres in Rio de Janeiro zu qualifizieren, bekam er aber nicht.
Im Januar 2017 gewann er wiederum beim „Iwan-Yarigin“-Grand-Prix in Krasnojarsk und wurde daraufhin im Mai 2017 bei der Europameisterschaft in Novi Sad eingesetzt. In Novi Sad siegte er über Henn Selenius  aus Finnland und Ali Schabanow aus Weißrussland, unterlag aber im Halbfinale gegen Murad Suleimanow aus Aserbaidschan. In der Trostrunde sicherte er sich dann mit einem Sieg über Selimchan Chadijew aus Frankreich noch eine Bronzemedaille.
Im Januar 2018 siegte er erneut beim „Iwan-Yarigin“-Grand-Prix, aber eine Gewichtsklasse höher, bis 79 kg Körpergewicht. Im Mai 2018 gewann er dann seinen ersten Titel bei einer großen internationalen Meisterschaft, der Europameisterschaft in Kaspiisk. Er besiegte dabei Muhammat Nuri Kotanoglu, Türkei, Johnny Bur, Frankreich, Jabrail Hasanow, Aserbaidschan und im Finale Martin Obst aus Deutschland. Bei der Weltmeisterschaft 2018 in Budapest siegte Achmed Gadschimagomedow in der gleichen Gewichtsklasse über Bachtijar Isbassarow, Kasachstan und Unurbat Purevjav, Mongolei, unterlag aber im Halbfinale gegen Kyle Douglas Dake aus den Vereinigten Staaten, konnte sich aber mit einem Sieg über Dawit Chuzischwili aus Georgien noch eine Bronzemedaille sichern.
Im Januar 2019 siegte er wieder beim „Iwan-Yarigin“-Grand-Prix in Krasnojarsk und stellte damit die Weichen für ein erfolgreiches Jahr 2019.

## Internationale Erfolge
| Jahr | Platz | Wettbewerb                                      | Gewichtsklasse | Ergebnisse |
| 2011 | 28.   | „Ali-Alijew“-Turnier in Kaspiisk                | bis 74 kg      | Sieger: Machatsch Murtasalijew, Russland vor Aschraf Alijew, Aserbaidschan                                                                                                   |
| 2012 | 2.    | Intercontinental-Cup in Chassawjurt             | bis 74 kg      | hinter Rasul Rasulow, vor Schamil Katinowasow und Isa Daudow, alle Russland                                                                                                  |
| 2012 | 2.    | „Henri-Deglane“-Challenge in Nizza              | bis 74 kg      | hinter Aniuar Gedujew, Russland, vor Luca Lampis, Frankreich und Alexander Lapschin, Russland                                                                                |
| 2013 | 32.   | „Iwan-Yarigin“-Grand-Prix in Krasnojarsk        | bis 74 kg      | Sieger: Aniuar Gedujew vor Saba Chubeschti und Rasul Dschukajew, alle Russland                                                                                               |
| 2013 | 1.    | Intern. Turnier in Kiew                         | bis 74 kg      | vor Tsotne Baranidse, Kasachstan, Andrej Nagorni und Gia Tschikladse, beide Ukraine                                                                                          |
| 2013 | 31.   | „Ali-Alijew“-Turnier in Machatschkala           | bis 74 kg      | Sieger: Söner Demirtas, Türkei vor Ali Schabanow, Weißrussland |
| 2013 | 3.    | Intercontinental-Cup in Chassawjurt             | bis 74 kg      | hinter Gadschi Gadschiew, Russland und Jabrail Hasanow, Aserbaidschan |
| 2013 | 1.    | Ramsin-Kadirow-Cup in Grosny                    | bis 74 kg      | vor Chetag Zabolow, Gadschi Gadchiew und Arsen Mairow, alle Russland |
| 2013 | 1.    | Copa Brasil in Rio de Janeiro                   | bis 74 kg      | vor Tassio Lima, Brasilien |
| 2014 | 2.    | „Iwan-Yarigin“-Grand-Prix in Krasnojarsk        | bis 74 kg      | hinter Aniuar Gedujew, vor Isa Daudow und Azamaz Sanakojew, alle Russland |
| 2014 | 1.    | Intercontinental-Cup in Chassawjurt             | bis 74 kg      | vor Isa Daudow, Jabrail Hasanow und Aschkab Gerijew, Russland |
| 2015 | 1.    | „Iwan-Yarigin“-Grand-Prix in Krasnojarsk        | bis 74 kg      | vor Andrew Howe, USA, Alexander Zelenkow und Isa Daudow, beide Russland |
| 2015 | 3.    | „Yasar-Dogu“-Memorial in Istanbul               | bis 74 kg      | hinter Denis Zargusch, Russland und Söner Demirtas |
| 2015 | 1.    | „Ali-Alijew“-Turnier in Kaspiisk                | bis 74 kg      | vor Giorgi Makassarischwili, Georgien, Kachaber Chubeschti, Russland und Zhiger Zakirow, Kasachstan                                                                          |
| 2015 | 3.    | Welt-Cup in Baku                                | bis 74 kg      | hinter Jabrail Hasanow und Chetag Zabolow |
| 2016 | 3.    | „Iwan-Yarigin“-Grand-Prix in Krasnojarsk        | bis 74 kg      | hinter Saur Makijew und Muslim Dudajew, beide Russland |
| 2016 | 2.    | „Ali-Alijew“-Grand-Prix in Machatschkala        | bis 74 kg      | hinter Kachaber Chubeschti, vor Omaraschkab Naschmudinow und Magomed Mutalibow, alle Russland                                                                                |
| 2016 | 3.    | Intercontinental-Cup in Chassawjurt             | bis 74 kg      | hinter Gadschi Nabijew und Aschkab Gerijew, gemeinsam mit Magomed Ramasanow, alle Russland                                                                                   |
| 2017 | 1.    | „Iwan-Yarigin“-Grand-Prix" in Krasnojarsk       | bis 74 kg      | vor Azamaz Sanakojew, Radik Wailijew und Kachaber Chubeschti, alle Russland                                                                                                  |
| 2017 | 3.    | EM in Novi Sad                                  | bis 74 kg      | nach Siegen über Henn Selenius, Finnland und Ali Schabanow, einer Niederlage gegen Murad Suleimanow, Aserbaidschan und einem Sieg über Selimchan Chadijew, Frankreic         |
| 2017 | 1.    | Intern. „D.A.-Kunajew“-Turnier in Taras         | bis 74 kg      | vor Bolat Sakajew, Kasachstan, Timur Bischojew und Adam Chasijew, beide Russland                                                                                             |
| 2018 | 1.    | „Iwan-Yarigin“-Grand-Prix in Krasnojarsk        | bis 79 kg      | vor Kyle Douglas Dake, USA, Alan Sasejew und Radik Walijew, beide Russland                                                                                                   |
| 2018 | 1.    | „Dan Kolow“ & „Nikola-Petrow“-Memorial in Sofia | bis 79 kg      | vor Alan Sajejew, Jumber Kwelaschwili und Nika Kentschadse, beide Georgien                                                                                                   |
| 2018 | 1.    | EM in Kaspiisk                                  | bis 79 kg      | nach Siegen über Muhammat Nuri Kotanoglu, Türkei, Johnny Bur, Frankreich, Jabrail Hasanow und Martin Obst, Deutschland                                                       |
| 2018 | 3.    | WM in Budapest                                  | bis 79 kg      | nach Siegen über Bachtijar Isbassarow, Kasaqchstan und Unurbat Purevjav, Mongolei, einer Niederlage gegen Kyle Douglas Dake und einem Sieg über Dawit Chuzischwili, Georgien |
| 2019 | 1.    | „Iwan-Yarigin“-Grand-Prix in Krasnojarsk        | bis 79 kg      | vor Magomed Ramasanow, Russland, Alexander David Dieringer, USA und Alan Sasejew                                                                                             |

## Russische Meisterschaften
| Jahr | Platz | Gewichtsklasse | Ergebnisse                                                    |
| 2015 | 3.    | bis 74 kg      | hinter Aniuar Gedujew und Stanislaw Tschachirow               |
| 2018 | 1.    | bis 79 kg      | vor Chusej Sujunchew, Kachaber Chubeschti und Gadschi Nabijew |

Erläuterungen
- alle Wettkämpfe im freien Stil
- WM = Weltmeisterschaft, EM = Europameisterschaft